# بيلانتاماب مافودوتين
بيلانتاماب مافودوتين (Belantamab mafodotin)، الذي يباع تحت الإسم التجاري بلينريب (Blenrep)، هو دواء يوصف لعلاج المايلوما المتعددة.   و يستخدم تحديدا عندما لا تكون العلاجات الأخرى فعالة.  و يعطى عن طريق الحقن في الوريد. 
تشمل الآثار الجانبية الشائعة لهذا العقار على؛ اعتلال القرنية، و مشاكل في الرؤية، و الغثيان، و الحمى، و تفاعلات التسريب، و التعب. إضافة إلى ذلك، فقد تشمل الآثار الجانبية الأخرى على انخفاض الصفائح الدموية.  أما استخدامه في الحمل قد لا يسبب أي ضررا للجنين.  و هو جسم مضاد وحيد النسيلة مرتبط بالعامل السام للخلايا مونوميثيل أوريستين F (MMAF).   و يرتبط الجسم المضاد بمستضد نضوج الخلايا B (BCMA) الموجود في خلايا المايلوما. 
تمت الموافقة عليه للاستخدام الطبي في الولايات المتحدة و كذلك أوروبا في عام 2020.   في الولايات المتحدة تبلغ تكلفته حوالي 8800 دولار أمريكي لكل قارورة 100 ملغ اعتبارًا من عام 2022.  في المملكة المتحدة، يكلف هذا المقدار هيئة الخدمات الصحية الوطنية حوالي 5700 جنيه إسترليني. 